# Piedra Escrita
Piedra Escrita är en ort i Mexiko.   Den ligger i kommunen Oxchuc och delstaten Chiapas, i den sydöstra delen av landet, 800 km öster om huvudstaden Mexico City. Piedra Escrita ligger 1 994 meter över havet och antalet invånare är 244.
Terrängen runt Piedra Escrita är kuperad. Runt Piedra Escrita är det ganska tätbefolkat, med 75 invånare per kvadratkilometer. Närmaste större samhälle är Oxchuc, 1,8 km nordväst om Piedra Escrita. I omgivningarna runt Piedra Escrita växer i huvudsak städsegrön lövskog.